# سیف‌الله داد

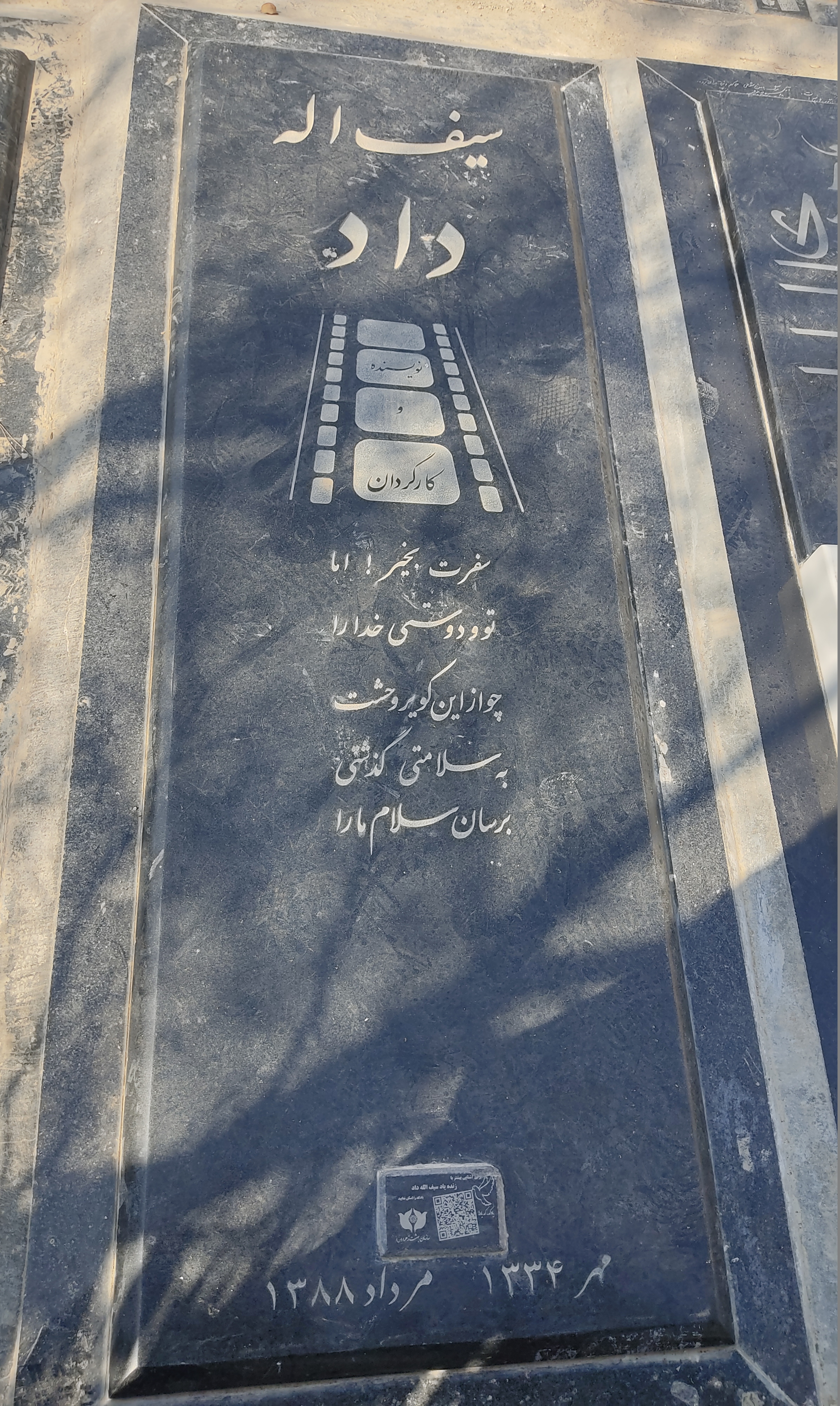
قبر سیف‌الله داد در قطعه هنرمندان بهشت زهرا

سیف‌الله داد (زاده ۲ مهر ۱۳۳۴ در خرمشهر – درگذشته ۶ مرداد ۱۳۸۸ در تهران) تهیه‌کننده، فیلم‌نامه‌نویس و کارگردان ایرانی بود. او برادر بابک داد، روزنامه‌نگار و وبلاگ‌نویس منتقد است.
وی بنیان‌گذار مؤسسه سینمایی سینا فیلم بود. داد همچنین بین سال‌های ۱۳۷۴ تا سال ۱۳۷۶ ریاست هیئت مدیره خانه سینما را بر عهده داشت. او معاون امور سینمایی وزارت فرهنگ و ارشاد اسلامی از سال ۱۳۷۶ تا سال ۱۳۷۹ نیز بود که برخی این دوره را از دوران طلایی سینمای ایران می‌دانند.

## درگذشت
سیف‌الله داد در سن ۵۳ سالگی در ۶ مرداد ۱۳۸۸ به علت بیماری سرطان در بیمارستان مهر تهران درگذشت.

## فیلم‌شناسی

### کارگردان
- تهران در جستجوی زیبایی (اپیزود دوم، تهران از ماورا) (۱۳۸۷)
- بازمانده (۱۳۷۳)
- کانی مانگا (۱۳۶۶)
- زیر باران (۱۳۶۴)[۶]

### فیلم‌نامه‌نویس
- بازمانده (۱۳۷۳)
- کانی مانگا (۱۳۶۶)
- گره (۱۳۶۴)
- زیر باران (۱۳۶۴)[۶]

### تدوین‌گر
- بازمانده (۱۳۷۳)
- عملیات کرکوک (۱۳۷۰)
- هور در آتش (۱۳۷۰)
- ابلیس (۱۳۶۹)
- در مسلخ عشق (۱۳۶۹)
- بچه‌های طلاق (۱۳۶۸)[۶]

## جایزه‌ها
- سیمرغ بلورین جایزه ویژه هیئت داوران جشنواره فیلم فجر برای فیلم بازمانده (۱۳۷۴)
- لوح زرین جایزه ویژه هیئت داوران جشنواره فیلم فجر برای فیلم کانی مانگا (۱۳۶۶)[۷]